# Elecciones parlamentarias de Kirguistán de 2015
Las elecciones parlamentarias se llevaron a cabo en Kirguistán el 4 de octubre de 2015. Los 120 miembros del parlamento kirguís, el Joghorku Kenesh, fueron elegidos.
El Partido Socialdemócrata de Kirguistán (SDPK), que ya era parte de la coalición de gobierno antes de las elecciones, se convirtió en el partido más fuerte en el parlamento recién formado. Después de las elecciones, se formó una coalición de cuatro partidos bajo el liderazgo de los socialdemócratas, y Temir Sariyev fue investido como primer ministro.
Las elecciones se caracterizaron por una intensa campaña electoral, un proceso pacífico y democrático y un alto grado de pluralismo político. Después del cambio de gobierno en Kirguistán en 2010, las elecciones democráticas en 2010 y la transferencia pacífica del poder de la presidenta interina Rosa Otunbáyeva a Almazbek Atambáyev después de las elecciones presidenciales de 2011, las elecciones de 2015 representaron una etapa más en el camino hacia la democratización del país en la región de Asia Central, que se caracteriza por regímenes autoritarios.

## Sistema electoral
El sistema electoral de Kirguistán está determinado en gran medida por la constitución del país de 2010, que fue adoptada en el referéndum constitucional de 2010. Esta constitución prevé la transformación de Kirguistán desde el sistema de gobierno presidencial hacia un sistema de gobierno parlamentario. Se estableció un sistema unicameral con 120 diputados elegidos por representación proporcional. Para distribuir los escaños, todos los partidos registrados elaboran una lista electoral, de la cual un cierto número de candidatos pasa al parlamento dependiendo de los votos del partido. Se estipularon legalmente varios requisitos para la lista del partido, incluida una proporción de al menos el 30% de candidatas y el 15% de candidatos de las minorías étnicas. Se determinó una barrera electoral del 7%, basado en la proporción de votos emitidos en todo el país. Además, hubo otra barrera del 0,7% a nivel regional. Es decir, un partido tenía que recibir al menos el 0,7% de los votos en cada una de las nueve regiones del país, incluidas las ciudades de Biskek y Osh, para poder enviar delegados al parlamento. Otra característica especial del sistema electoral es el límite de los escaños de un solo partido. Está regulado por ley que ningún partido puede ganar más de 65 escaños.
El derecho de voto se aplicaba a todos los ciudadanos kirguís con 18 años o más en el momento de la elección, con la excepción de los delincuentes y las personas con trastornos mentales. Por primera vez en Kirguistán y Asia central en su conjunto, se utilizó un censo electoral biométrico para emitir votos de manera eficiente y prevenir el fraude electoral. Este paso tuvo un efecto positivo el día de las elecciones, pero excluyó a algunos votantes que no se inscribieron a tiempo en el censo electoral. En la elección, los votantes pueden votar por uno de los partidos registrados o votar en contra de todos los partidos. La candidatura de candidatos independientes no está prevista en el sistema. Con algunas excepciones, el derecho a presentarse a las elecciones se aplica a todos los ciudadanos de 21 años o más que hayan residido permanentemente en el país durante al menos cinco años. El registro de candidatos fue realizado por los partidos, quienes elaboraron sus listas electorales teniendo en cuenta la normativa de cuotas. Para la inscripción de los candidatos, todos los partidos debían pagar un impuesto, que se reembolsaba si lograban más del 5%. Este obstáculo financiero planteó problemas importantes para los partidos pequeños y representó un gran riesgo financiero.

## Antecedentes
Las elecciones de 2015 fueron de gran importancia para el país, especialmente en el contexto de un proceso general de democratización y transición a una democracia parlamentaria. Además, las características geográficas y políticas del país moldearon la campaña electoral y el resultado de las elecciones.

### Paisaje general de Kirguistán

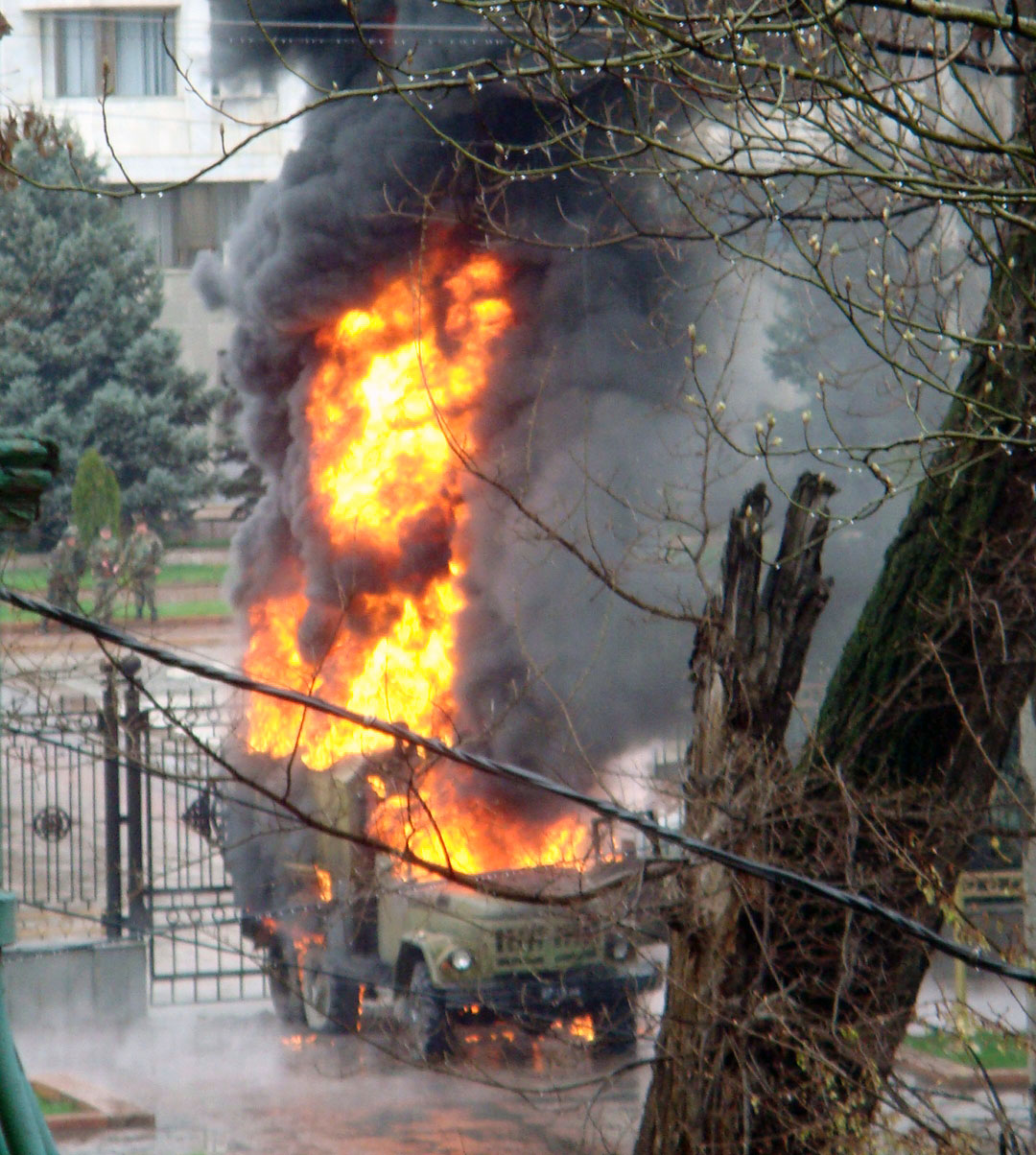
Un vehículo capturado por la oposición arde cerca del edificio del capitolio durante las protestas y disturbios en toda la ciudad en Biskek, Kirguistán, el 7 de abril de 2010.

El panorama nacional era muy dinámico y volátil en el momento de las elecciones. Debido a la fase relativamente corta de democratización desde la independencia de Kirguistán en el curso del colapso de la Unión Soviética hasta el año de 2015, la estabilización y el establecimiento de estructuras político-partidistas y democráticas apenas habían progresado. El período legislativo anterior después de las elecciones de 2010 también estuvo marcado por cambios de gobierno y retiros de partidos por parte de los diputados. Numerosos partidos actuaron con recursos humanos y financieros muy limitados a nivel regional y no pudieron establecer una presencia nacional antes de las elecciones de 2015. Al mismo tiempo, esta fragmentación regional del panorama de partidos hizo más difícil la formación de partidos más grandes, ya que a menudo competían con partidos más pequeños pero establecidos regionalmente.

### Constelación política antes de las elecciones
Numerosos cambios de gobierno dieron forma al desarrollo político de Kirguistán en los años previos a las elecciones. Después de las elecciones de 2010, se formó una coalición entre el Partido Socialdemócrata (SDPK), el Partido Socialista de la Patria (Ata Meken) y República (Respublika), que en 2011 también se unió el partido Dignidad (Ar-Namys). Esta coalición cuatripartita se disolvió en 2012 y fue reemplazada en septiembre por una coalición tripartita formada por el SDPK, Ata Meken y Ar-Namys, y Respublika pasó a la oposición junto con Patria (Ata-Zhurt). En el período legislativo de cinco años posterior a las elecciones de 2010, gobernaron cinco primeros ministros diferentes, incluido el líder del partido Respublika, Ömürbek Babanov, que tuvo que renunciar a su cargo en 2012 tras acusaciones de corrupción. Las elecciones presidenciales de 2011 terminaron con una victoria del socialdemócrata Almazbek Atambáyev, quien juró como nuevo presidente de Kirguistán el 1 de diciembre de 2011 y asumió pacíficamente el cargo más poderoso del país. Como resultado, renunció a su membresía en el SDPK y se comprometió a ser independiente. Por lo tanto, la constelación política en Kirguistán fue moldeada principalmente por un fuerte Partido Socialdemócrata (SDPK), que al ser la facción más grande en la coalición y a través de su victoria en las elecciones presidenciales, había moldeado significativamente la política después del cambio de gobierno en 2010. En contraste, estaba la oposición parlamentaria de Respublika y el nacionalista Patria (Ata-Zhurt), así como numerosos partidos recién fundados y alianzas que se postularon para las elecciones.

## Partidos y candidatos
Un total de 203 partidos, en su mayoría de raíces regionales, fueron registrados en el Ministerio de Justicia de Kirguistán antes de las elecciones, y 34 partidos expresaron su voluntad de participar en las elecciones parlamentarias. Sin embargo, muchas de las partes pequeñas no tenían los requisitos de personal para participar y no podían, entre otras cosas, depositar la tasa requerida. De esta manera, la lista de partidos participantes se redujo a 14 partidos, que entraron en la campaña electoral con su propia lista electoral. En muchos casos, no fue posible separar claramente a estas partes en términos de contenido. En la relativamente joven democracia kirguís, la mayoría de los partidos no tienen un electorado amplio ni una orientación clara. Muchos partidos estaban fuertemente representados en regiones individuales del país o estaban fuertemente definidos por su principal candidato.

### Partido Socialdemócrata de Kirguistán(SDPK)

Logo del Partido Socialdemócrata de Kirguistán.

Fue un partido de oposición contra el entonces presidente Kurmanbek Bakíev, que fue fundamental en el cambio de gobierno de 2010 y posteriormente se convirtió en uno de los partidos más importantes del país. Después de las elecciones de 2010, el SDPK lideró la coalición de gobierno y, con el futuro presidente Almazbek Atambáyev, también nombró al primer ministro. La victoria de Atambáyev en las elecciones presidenciales de 2011 llevó a un socialdemócrata a la más alta oficina política y consolidó la posición del SDPK, que dio forma al panorama del partido en Kirguistán como uno de los pocos partidos suprarregionales con una base política grande entre la población. Políticamente, el partido representa una línea socialdemócrata con una fuerte orientación liberal.

### Respublika-Ata-Zhurt

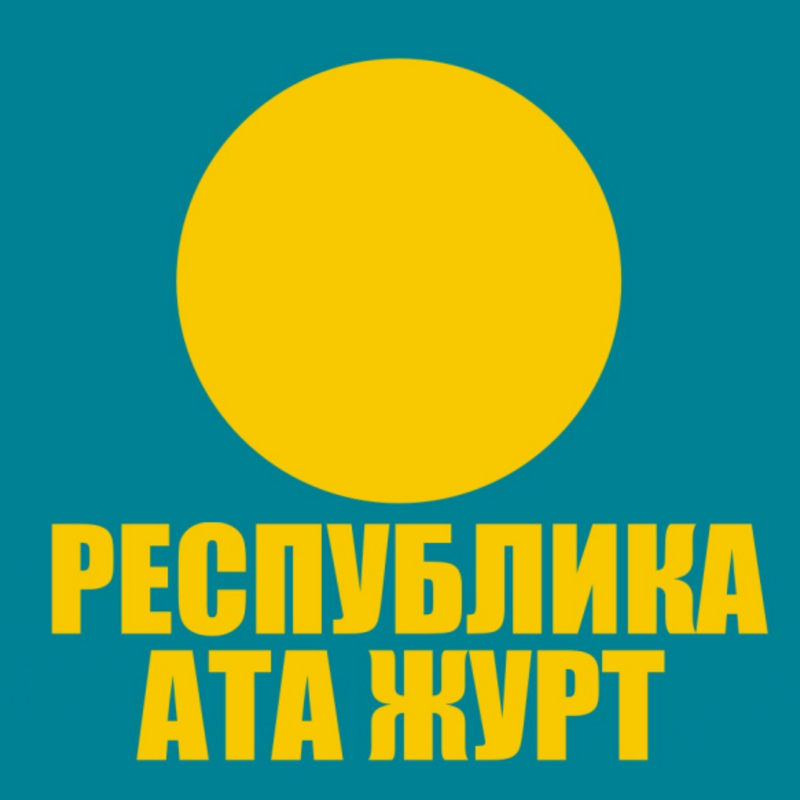
Logo de la Alianza RAZ

La alianza de los partidos República (Respublika) y Patria (Ata-Zhurt) fue considerada el mayor oponente político del SDPK. Ambos partidos fueron evaluados como conservadores, por lo que Ata-Zhurt a menudo se clasificó como nacionalista, mientras que Respublika se destacó en particular por un curso favorable hacia los negocios. La alianza entre los dos partidos se basó en un acuerdo entre los dos líderes del partido, Ömürbek Babanov y Kamchybek Tashiyev. El primero es uno de los empresarios y políticos más famosos del país y contribuyó significativamente al financiamiento de la campaña electoral. Mientras Tashiev encarnaba la orientación nacionalista de su partido, fue acusado de haber organizado y promovido parcialmente los disturbios en el sur de Kirguistán en 2010 y los ataques contra la minoría uzbeka. Los dos principales políticos enfatizaron la estabilidad y longevidad de la alianza, mientras que los observadores reportaron diferencias durante las negociaciones, que se debieron a las claras diferencias entre la orientación de las dos partes y sus presidentes. Durante la campaña electoral, los aliados demostraron unidad para no poner en peligro el éxito de las elecciones a través de conflictos públicos dentro de la alianza. El fuerte apoyo al partido Ata-Zhurt en el sur y el oeste de Kirguistán fue particularmente importante para el éxito de la alianza. En las elecciones de 2010, Patria (Ata-Zhurt) se convirtió en el partido más fuerte justo por delante del Partido Socialdemócrata (SDPK), pero la entonces presidenta interina Roza Otunbáyeva no le confió la formación de un gobierno. Después de las elecciones de 2010, República (Respublika) fue el cuarto partido más votado y hasta 2012 parte de la coalición de gobierno liderada por socialdemócratas.

### Ata Meken

Logo de Ata-Meken

Fundado en 1992, es uno de los partidos más antiguos del país. Su orientación puede describirse como socialdemócrata, con el electorado de centro-izquierda. El presidente del partido en el momento de la elección era el destacado político kirguís Ömürbek Tekebayev, quien, junto con Almazbek Atambáyev, fue una de las figuras más importantes de la oposición al expresidente Bakíev y fue fundamental en la redacción de la constitución de 2010. A pesar de una orientación y cooperación similares en la oposición a Bakíev, el SDPK bajo Atambáyev y Ata Meken bajo Tekebayev se separaron después del cambio de gobierno en 2010, que también se debió al rechazo mutuo entre los líderes del partido. Antes de las elecciones, Ata Meken firmó una alianza con el partido Uluttar Birimdigi. Esta decisión provocó polémica política, ya que el presidente del partido de Uluttar Birimdigi, el exalcalde de Osh, Melisbek Myrsakmatow, fue acusado de abuso de poder y tuvo que huir a la República Popular China. Myrsakmatov también fue acusado de haber participado en ataques por motivos étnicos contra la minoría uzbeka en la ciudad mientras era alcalde. Estas acusaciones contra el aliado de Ata Meken debilitaron el tradicionalmente fuerte apoyo a Ata Meken en el sur y especialmente entre la minoría uzbeka.

### Bir Bol

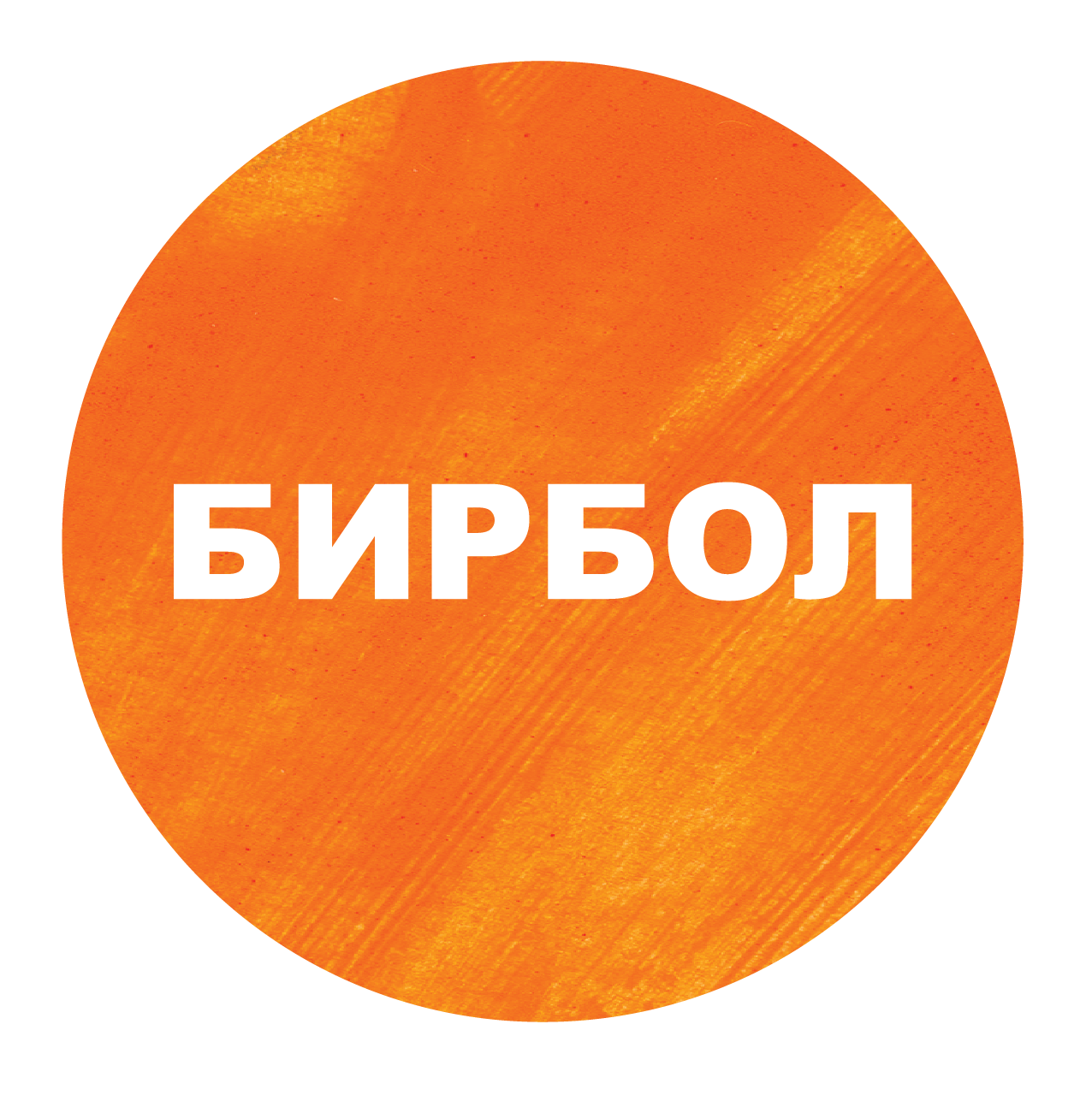
Símbolo de Bir Bol.

Unidad se registró como partido político en 2010. Se le consideró prorruso y abogó por una modernización del aparato administrativo. Entre los candidatos del partido había muchos partidarios del expresidente Bakíev, que huyó a Bielorrusia durante el cambio de gobierno en 2010. En el período previo a las elecciones, se negoció una alianza con el partido Emgek, pero esta no se materializó.

### Partido del Desarrollo y el Progreso(OP)
Surgió como una división del grupo parlamentario de República (Respublika) en el período legislativo 2010-2015. El partido, encabezado por Bakyt Torobayev, se presentó por primera vez como partido independiente en una elección nacional. La mayoría del electorado del partido se encontraba en el sur. El presidente del partido, Torobayev, describió la orientación del partido como neoconservadora, y que la búsqueda de la estabilidad política estaba en el centro de las intenciones políticas del partido. Después de que los años anteriores de la historia de Kirguistán estuvieron marcados por cambios de gobierno y protestas, el partido llamó a la competencia política dentro de un marco legal adecuado. En el período previo a las elecciones presidenciales de 2017, Torobayev expresó esta intención al pedir una dictadura por ley, utilizando una expresión que también utilizó el presidente ruso Vladímir Putin. En general, el partido fue considerado prorruso al momento de las elecciones, pero al mismo tiempo enfatizó la importancia de las tradiciones kirguisas.

### Partido de Kirguistán

Logo del Partido.

Se fundó en 2010 y defendía una política patriótica y de orientación reformista. En el período previo a las elecciones, el partido celebró un congreso con 300 delegados, en el que se adoptó un nuevo programa. Las demandas centrales en la campaña electoral fueron la mejora de la oferta educativa, el fortalecimiento de la ley y los derechos básicos, el mayor desarrollo del sector energético y turístico y una política exterior más activa. El partido hizo campaña por una mayor cohesión en la sociedad y renunció deliberadamente a una orientación religiosa o regional.

### Otros partidos
Algunos de los otros partidos estuvieron presentes en la campaña electoral, pero tenían menos posibilidades de ingresar al parlamento. Uno de estos partidos con pocas posibilidades de éxito era Dignidad (Ar-Namys), que en las elecciones de 2010 fue el tercer partido más votado y en 2011 pasó de la oposición a la coalición de gobierno liderada por el SDPK. Sin embargo, el partido se vio debilitado por numerosas dimisiones de diputados, lo que llevó a una reducción de su facción en el parlamento. Además de las diferencias relacionadas con el contenido dentro del grupo, también hubo conflictos personales en torno al presidente del partido y el ex primer ministro Felix Kulow, quien fue depuesto como presidente del grupo parlamentario en 2011. 
La alianza de los partidos Kirguistán Unido (BK) y Emgek, que hizo campaña por los votos de los partidarios del expresidente Kurmanbek Bakíev con una política nacionalista, también esperaba tener oportunidades para ingresar al parlamento.

## Campaña
Varios partidos políticos se formaron en el período previo a las elecciones, a menudo como un intento por parte de la gente de clase alta para favorecer sus propios intereses. El entonces primer ministro Temir Sariyev afirmó que lugares en las listas de varios partidos fueron vendidos a los licitadores, circulando rumores de que un lugar alto la lista de un partido costaba entre $ 500.000 y 1.000.000 £. A más del 10% de los posibles candidatos se les impidió participar en las elecciones debido a que tenían condenas penales, mientras que el líder de una de las partes, un exboxeador, fue descartado después de ser acusado de golpear a un candidato rival.

### Temas
Uno de los temas más importantes fue la orientación de la política exterior y, en particular, las futuras relaciones con Rusia. Otro tema de debate fue la adhesión de Kirguistán a la Unión Económica Euroasiática mediante la ratificación de la solicitud de adhesión por parte del Parlamento en agosto de 2015. Este paso fue promovido por la coalición prorrusa liderada por el Partido Socialdemócrata (SDPK) y significó vínculos económicos más estrechos con Rusia y Kazajistán. que también es miembro de la Unión Económica y un importante socio comercial de Kirguistán en Asia Central. En general, los votos prorrusos, que apoyaron estrechos vínculos con Rusia, dominaron la campaña electoral. Este grupo también incluyó a los dos grandes partidos, el Partido Socialdemócrata (SDPK) y la alianza Patria (Ata-Zhurt)-República (Respublika). Durante la campaña electoral, la dependencia económica de Kirguistán respecto a Rusia se hizo particularmente evidente después de que numerosos trabajadores migrantes kirguís no pudieron encontrar empleo en Rusia como resultado de la crisis económica rusa de 2015 y la devaluación del rublo, y la devaluación significativa del som kirguís. El SDPK reaccionó a estas dificultades económicas con un mayor acercamiento con Rusia, también en las áreas de seguridad y política exterior.
Otro tema de la campaña electoral fueron las inversiones en la infraestructura del país, incluido el sector energético, así como para la construcción de nuevas carreteras y la ampliación de la red ferroviaria. En particular, la construcción de una nueva conexión vial norte-sur entre las ciudades de Biskek en el norte y Osh en el sur fue nombrada como un proyecto de infraestructura central. Las inversiones en el sector de la educación también fueron un problema en la campaña electoral, y el Partido de Kirguistán, en particular, pidió una mejora rápida en el sector de la educación. La corrupción generalizada es un tema que siempre ha preocupado a la política y también fue discutido durante la campaña electoral. Las contramedidas propuestas iban desde un fortalecimiento del gobierno, como lo exigió el Partido del Desarrollo y el Progreso (OP), hasta la destitución de la mitad de los funcionarios, como sugirió la alianza Patria (Ata-Zhurt)-República (Respublika).

## Resultados
|  | 27.35 % |

|  | 20.08 % |

|  | 12.93 % |

|  | 9.30 % |

|  | 8.52 % |

|  | 7.72 % |

|  | 6.14 % |

|  | 2.72 % |

|  | 1.50 % |

|  | 0.80 % |

|  | 0.80 % |

|  | 0.60 % |

|  | 0.40 % |

|  | 0.34 % |

|  | 97.25 % |

|  | 0.76 % |

|  | 1.99 % |

|  | 100.00 % |

|  | 58.89 % |

## Observadores internacionales

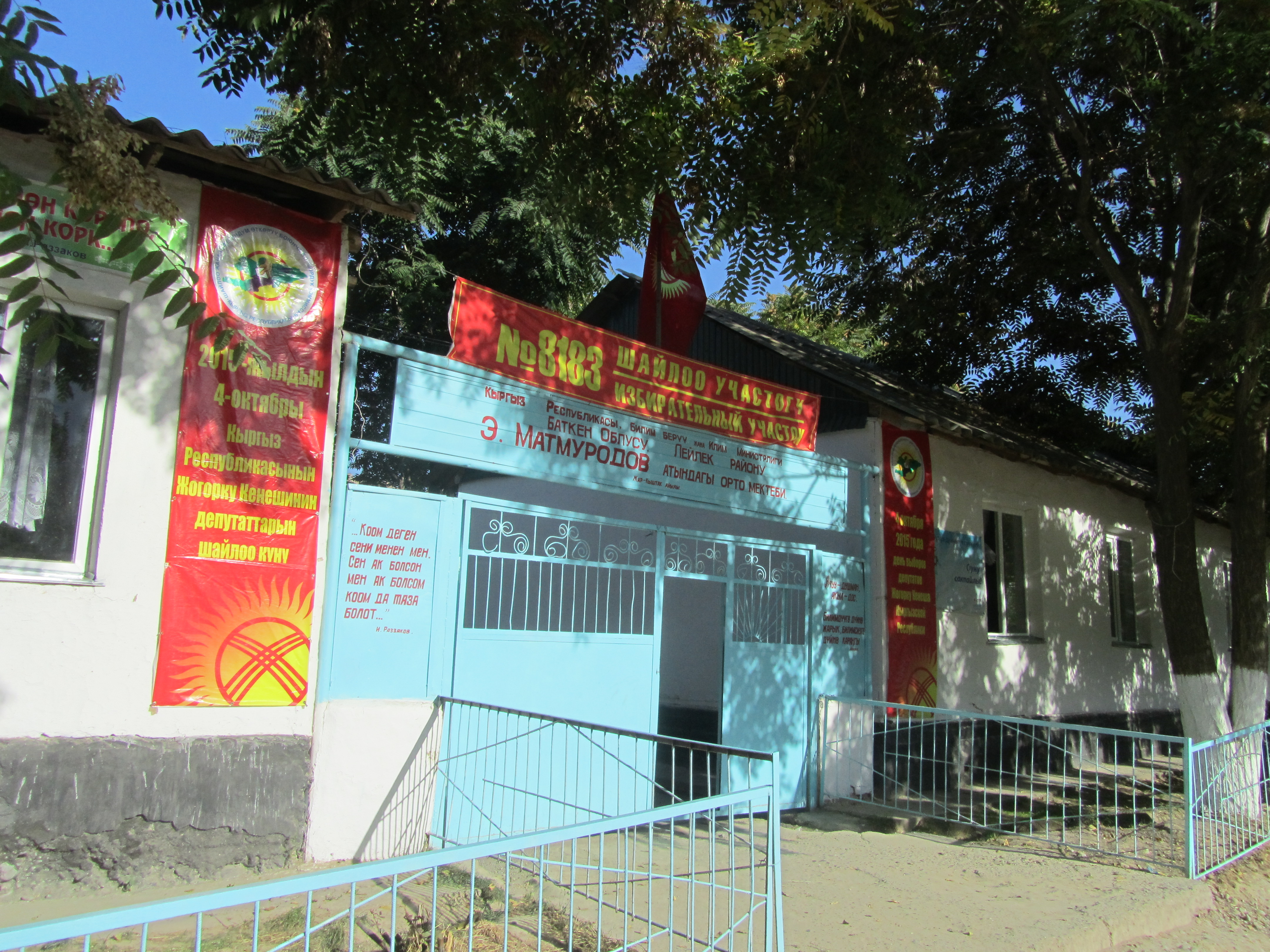
Un edificio escolar utilizado como lugar de votación.

Aunque hubo algunas acusaciones de fraude electoral, la OSCE declaró que la elección había sido "animada y competitiva, única en la región", mientras que la misión de la PACE afirmó que los ciudadanos habían hecho su elección "libremente entre un gran número de candidatos".
Sin embargo, la OSCE señaló algunos problemas en el registro biométrico de los votantes, pues mucha gente no fue registrada a tiempo para recibir su tarjeta de identificación. El Consejo de Europa expresó su preocupación con respecto a la transparencia de las campañas y financiación de los partidos, indicando que esta debe ser mejorada.
Seis partidos políticos lograron entrar a la legislatura unicameral. El Partido Socialdemócrata obtuvo mayoría simple con 38 de los 120 escaños. La Coalición de los partidos Respublika y Ata-Zhurt obtuvieron 23 asientos, quedando en segundo lugar y perdiendo 5 con respecto a la elección anterior. Esto generó el mismo problema del parlamento fragmentado de la anterior elección. Finalmente, se formó un gobierno de coalición liderado por el SDPK y del que formaban parte el KP, el Partido del Desarrollo y el Progreso, y el Partido Socialista Ata-Meken, dando como resultado una mayoría absoluta de 80 asientos. A principios de 2016, Sooronbay Jeenbekov fue elegido Primer ministro con 80 votos a favor.